# Casengolo
Il casengolo era un salariato agricolo che lavorava stagionalmente per conto di proprietari terrieri in campagna in cambio di un corrispettivo in denaro e spesso anche di un pasto.

In un censimento del 1860 fatto nella frazione di Tordandrea di Assisi si riassume alla fine : la condizione civile delle 85 famiglie presenti sono così classificate : n. 29 casengoli,24 coloni,1 colonetto,4 casengoli-braccianti,6 braccianti,3 possidenti,6 possidenti agricoltori,2 possidenti piccoli, 1 possidente merciaio,2 fattori, 3 pollaroli,2 carrettieri, 1 ostiere, 1 ciabattino.

Il termine è ormai caduto in disuso in quanto questa attività non esiste più, sostituita dal bracciante agricolo, ma ancora oggi gli anziani lo usano per indicare chi è affittuario di una abitazione.